# Морков Аркадій Іванович

Граф Аркадій Морков

Арка́дій Іва́нович Мо́рков (рос. Аркадий Иванович Морков; 6(17) січня 1747 — 29 січня (10 лютого) 1827) — російський дипломат, граф Священної Римської імперії (1796), дійсний таємний радник (від 1801 року). Брат генералів Іраклія та Миколи Моркових.
У 1793—1795 роках у власність Моркова перейшла у вічне і спадкове володіння низка подільських сіл, які входили до Кам'янецького староства (Голосків, Кептинці, Довжок, Карвасари, Підзамче, Татариски, Янчинці, Гринчук, Ляшковиця, Малинівці, Слобідка-Малиновецька) та до Летичівського староства (Вербка, Грушківці, Козачки, Попівці, Суслівці, Щедрова та інші). Дарування сталося 2(13) вересня 1793 року — в день урочистостей з нагоди укладення миру з Османською імперією, а 18(29) серпня 1795 року Катерина II видала указ із супроводом переліку подарованих земель, в якому звеліла генерал-губернаторові Тимофію Тутолміну, віддаючи зазначені села з усім наявним господарством нинішнім власникам, віддати їм і зібрані під час державного правління поміщицькі доходи, які ще не надійшли до скарбниці. Всього Аркадієві Моркову дісталося 12 сіл Кам'янецького староства (1142 душі) та 15 сіл Летичівського староства (2162 душі). Разом вони давали близько 150 тисяч злотих річного доходу .
У Грушківцях збереглася садиба графа, яка знаходиться у занедбаному стані.